# Democratische Republiek Azerbeidzjan
De Democratische Republiek Azerbeidzjan (Azerbeidzjaans: Azərbaycan Xalq Cümhuriyyəti) was de eerste democratische en seculaire republiek in de moslimwereld. Het was een van de kortstondige Turkstalige seculiere republieken die ontstonden na het uiteenvallen van het Keizerrijk Rusland en de opkomst van de Jonge Turken in Turkije en de Jadid in Rusland. Vlak voor de oprichting van de Democratische Republiek Azerbeidzjan probeerde een ander Turks volk, de Krim-Tataren, hetzelfde, maar hun Volksrepubliek van de Krim hield het minder dan een maand uit tussen 1917 en 1918.

## Geschiedenis
De Democratische Republiek Azerbeidzjan (Democratic Republic of Azerbaijan, soms ook afgekort tot DRA) werd gevormd op 28 mei 1918 na de val van het Transkaukasische Democratische Federatieve Republiek. In het noorden grensde het land aan de Bergrepubliek van de Noordelijke Kaukasus, in het westen aan de Democratische Republiek Georgië en de Republiek Armenië en in het zuiden aan het Perzische Rijk. De republiek ontstond uit de Centraal-Kaspische Dictatuur en het Azerbeidzjaanse deel van de Transkaukasische federatie.
Gəncə was tijdelijk de hoofdstad van de republiek, omdat Bakoe nog onder controle van de bolsjewieken stond. In 1920 werd het land door de Russische SFSR veroverd en werd de Azerbeidzjaanse Socialistische Sovjetrepubliek uitgeroepen. In 1921 werd de Azerbeidzjaanse sovjetrepubliek onderdeel van de Transkaukasische Socialistische Federatieve Sovjetrepubliek. Vladimir Lenin was van mening dat Bolsjewistisch Rusland niet kon overleven zonder de olie van Bakoe.
De nationale feestdag van het huidige Azerbeidzjan, dat een iets kleiner grondgebied heeft dan de toenmalige DRA, is jaarlijks op 28 mei, ter herinnering aan het uitroepen van de onafhankelijke republiek in 1918 die daarna slechts 23 maanden zou bestaan.

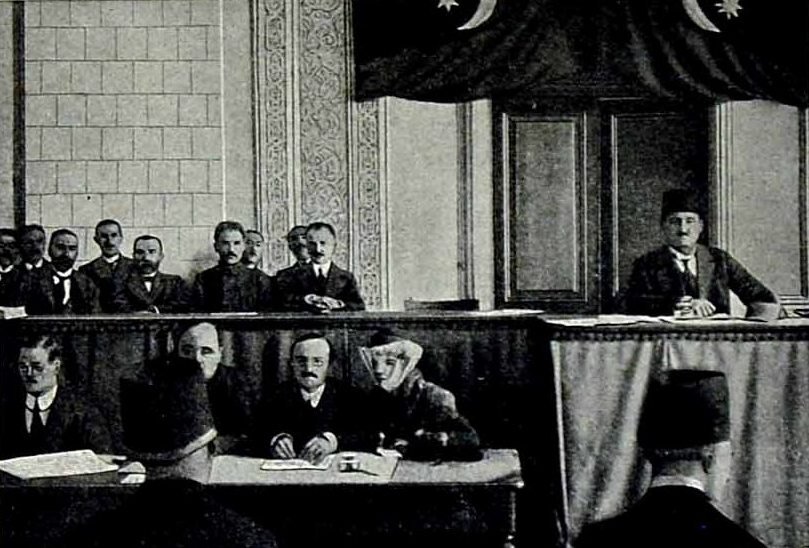
Eerste bijeenkomst van het Azerbeidzjaanse parlement
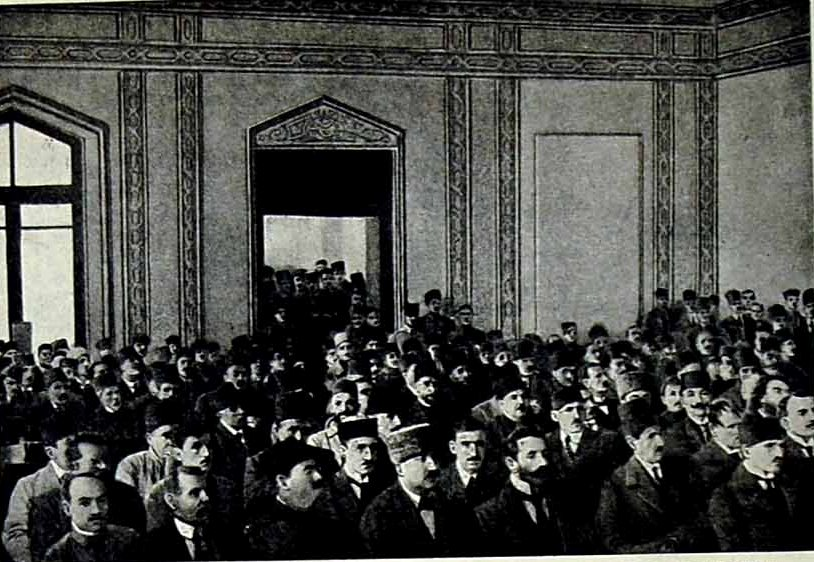
De vergaderzaal van het parlement